# Syed Rahim Nabi
Syed Rahim Nabi (Pandua, 14 dicembre 1985) è un ex calciatore e politico indiano, di ruolo difensore.

## Biografia
Da febbraio 2016 fa parte del partito politico Trinamool Congress Sunday.
Nel luglio 2016 torna nel mondo del calcio firmando per il Peerless.

## Statistiche

### Cronologia presenze e reti in nazionale
| Cronologia completa delle presenze e delle reti in nazionale ― India | Cronologia completa delle presenze e delle reti in nazionale ― India | Cronologia completa delle presenze e delle reti in nazionale ― India | Cronologia completa delle presenze e delle reti in nazionale ― India | Cronologia completa delle presenze e delle reti in nazionale ― India | Cronologia completa delle presenze e delle reti in nazionale ― India | Cronologia completa delle presenze e delle reti in nazionale ― India | Cronologia completa delle presenze e delle reti in nazionale ― India |
| Data                                                                 | Città                                                                | In casa                                                              | Risultato                                                            | Ospiti                                                               | Competizione                                                         | Reti                                                                 | Note                                                                 |
| -------------------------------------------------------------------- | -------------------------------------------------------------------- | -------------------------------------------------------------------- | -------------------------------------------------------------------- | -------------------------------------------------------------------- | -------------------------------------------------------------------- | -------------------------------------------------------------------- | -------------------------------------------------------------------- |
| 10-1-2011                                                            | Doha                                                                 | India                                                                | 0 – 4                                                                | Australia                                                            | Coppa d'Asia 2011 - 1º turno                                         | -                                                                    |                                                                      |
| 14-1-2011                                                            | Doha                                                                 | Bahrein                                                              | 5 – 2                                                                | India                                                                | Coppa d'Asia 2011 - 1º turno                                         | -                                                                    |                                                                      |
| 18-1-2011                                                            | Doha                                                                 | Corea del Sud                                                        | 4 – 1                                                                | India                                                                | Coppa d'Asia 2011 - 1º turno                                         | -                                                                    | 66’                                                                  |
| 21-3-2011                                                            | Kuala Lumpur                                                         | India                                                                | 3 – 0                                                                | Taipei cinese                                                        | AFC Challenge Cup 2012 - 1º turno                                    | -                                                                    |                                                                      |
| 23-3-2011                                                            | Kuala Lumpur                                                         | Pakistan                                                             | 1 – 3                                                                | India                                                                | AFC Challenge Cup 2012 - 1º turno                                    | -                                                                    |                                                                      |
| 25-3-2011                                                            | Kuala Lumpur                                                         | Turkmenistan                                                         | 1 – 1                                                                | India                                                                | AFC Challenge Cup 2012 - 1º turno                                    | -                                                                    |                                                                      |
| 23-7-2011                                                            | Al Ain                                                               | Emirati Arabi Uniti                                                  | 3 – 0                                                                | India                                                                | Qual. Mondiali 2014                                                  | -                                                                    | 20’                                                                  |
| 28-7-2011                                                            | Nuova Delhi                                                          | India                                                                | 2 – 2                                                                | Emirati Arabi Uniti                                                  | Qual. Mondiali 2014                                                  | -                                                                    |                                                                      |
| 6-2-2013                                                             | Kochi                                                                | India                                                                | 2 – 4                                                                | Palestina                                                            | Amichevole                                                           | 1                                                                    |                                                                      |
| Totale                                                               |                                                                      | Presenze                                                             | 9                                                                    |                                                                      | Reti                                                                 | 1                                                                    |                                                                      |

## Palmarès

### Club

#### Competizioni nazionali
- Coppa della Federazione indiana: 3

East Bengal: 2007, 2009, 2010
- Indian Super Cup: 2

East Bengal: 2006, 2011
- Durand Cup: 1

East Bengal: 2004